# Die Piraten! – Ein Haufen merkwürdiger Typen
Die Piraten! – Ein Haufen merkwürdiger Typen ist ein Animationsfilm basierend auf dem ersten Buch der Romanreihe Piraten! des britischen Autors Gideon Defoe. Es handelt sich dabei um eine gemeinsame Produktion von Aardman Animations und Sony Pictures Animation. Deutschlandstart war am 29. März 2012.

## Handlung
Die bunt zusammengewürfelte Mannschaft eines Piratenschiffs versucht unter der Leitung eines ebenso ehrgeizigen wie ungeeigneten Kapitäns, Ruhm und Beute zu ergattern, damit der Piratenkapitän die Auszeichnung Pirat des Jahres auf der Pirateninsel Blood Island gewinnt. Dabei kapern sie die Beagle von Charles Darwin, der feststellt, dass es sich bei Polly, dem vermeintlichen Papagei der Piratencrew, tatsächlich um ein Exemplar des als ausgestorben geltenden Dodos handelt. Die Piraten fahren mit Darwin zu dessen Wohnhaus in London (das von seinem dressierten Affen Bobo geführt wird), um den Dodo der Royal Society vorzustellen. Darwin versucht mehrmals aus Liebe zur Königin den Dodo zu entwenden und ihn selbst vorzustellen, doch dem Piratenkapitän gelingt es, Polly in seinem Bart versteckt selbst zu präsentieren. Der Dodo wird als wissenschaftliche Sensation gefeiert, jedoch werden die als Wissenschaftler verkleideten Piraten von der Piraten hassenden Queen Victoria enttarnt.
Der Piratenkapitän überlässt ohne Wissen seiner Crew der Queen den Dodo und erhält dafür eine Begnadigung und einen großen Goldschatz. Den Schatz präsentiert er beim Piratenwettbewerb, kann dort aber nicht Pirat des Jahres werden, weil seine Begnadigung bekannt wird. Daraufhin konfisziert der „König der Piraten“ den gesamten Goldschatz. Als die Crew erfährt, dass Polly verkauft wurde, verlässt sie ihren Kapitän. Beim Versuch, zumindest den von der Piratencrew geliebten Dodo zurückzuholen, stellen der Piratenkapitän und Darwin fest, dass die Queen plant, ihn und andere seltene Tiere bei einem geheimen Treffen mit anderen Staatsoberhäuptern auf ihrem Flaggschiff zu verspeisen. Sie verfolgen das Schiff mit einem Zeppelin, den sie von der Royal Society entwendet haben. Mit Unterstützung der von Bobo hergeführten Piratencrew schaffen sie es, den Dodo zu retten, das Flaggschiff zu versenken und die Queen in die Flucht zu schlagen. Zuletzt zieht die Queen aus Wut ihre Begnadigung zurück und so kann sich der Piratenkapitän nun wieder als geachteter und von seiner Crew geliebter Pirat auf die Insel Blood Island zurückziehen.

## Hintergrund
Insgesamt waren 70 Modelleure mit der Herstellung der etwa 250 Knetpuppen beschäftigt. Als das aufwendigste Teilwerk der Modelle erwies sich das Piratenschiff, das aus 44.569 Einzelteilen bestand, 335 Kilogramm wog und 4,2 Meter lang war. Bei der Oscarverleihung 2013 war der Film in der Kategorie Bester animierter Spielfilm nominiert, konnte sich aber nicht gegen Merida – Legende der Highlands durchsetzen.

## Synchronisation
Die Synchronisation führte die FFS Film- & Fernseh-Synchron GmbH durch. Axel Malzacher war für Dialogregie und Dialogbuch verantwortlich.
| Rolle                                             | Englischer Sprecher | Deutscher Sprecher  |
| ------------------------------------------------- | ------------------- | ------------------- |
| Piratenkapitän (Im Original: Pirate Captain)      | Hugh Grant          | Patrick Winczewski  |
| Entermesser-Liz (Im Original: Cutlass Liz)        | Salma Hayek         | Bettina Zimmermann  |
| Black Bellamy                                     | Jeremy Piven        | Joko Winterscheidt  |
| Queen Victoria                                    | Imelda Staunton     | Martina Treger      |
| Charles Darwin                                    | David Tennant       | Axel Malzacher      |
| Pirat mit dem Schal (Nummer zwei)                 | Martin Freeman      | Sebastian Schulz    |
| Holzbein-Hastings (Im Original: Peg-Leg Hastings) | Lenny Henry         | Klaas Heufer-Umlauf |
| Pirat mit Gicht                                   | Brendan Gleeson     | Lutz Schnell        |
| Pirat mit erstaunlichen Rundungen                 | Ashley Jensen       | Vera Teltz          |
| König der Piraten                                 | Brian Blessed       | Bert Franzke        |
| Albino-Pirat                                      | Russell Tovey       | Stefan Krause       |

## Kritiken
„Liebenswerter Animationsspaß mit herrlich schrägen Charakteren. Im Vergleich mit früheren Werken aus der kreativen Knetfigur-Animationsschmiede Aardman bietet der Film zwar eher wenig Innovatives, unterhält aber doch höchst kurzweilig.“

„Wie bereits in den ‚Wallace und Gromit‘-Filmen oder in ‚Chicken Run – Hennen rennen‘ fasziniert diese Aardman-Produktion mit überbordender Detailfreude. In liebevoll gestalteter Stop-Motion-Technik wird hier ein Abenteuer mit Plastilin-Figuren geschaffen, das seinesgleichen sucht. Auch wenn der Humor britischer hätte ausfallen können, sorgen witzige Dialoge und mitunter atemberaubende Slapstick für beste Familienunterhaltung.“

„Die Piraten! – Ein merkwürdiger Haufen reicht nicht ganz an die hoch gelegte Latte der frühen Werke von Aardman heran, doch er bietet trotzdem tonnenweise unverschämten Spaß, welcher sich nicht auf heutzutage beliebte Popkultur-Witze oder Fäkalhumor verlässt. Man kann nur hoffen, dass es nicht bei einem Film bleibt, denn es warten noch vier weitere Bücher über den Piratenkapitän und seine bunt gemischte Mannschaft, um verfilmt zu werden.“